# Przyjaciółka pana ministra
Przyjaciółka pana ministra (cz. Přítelkyně pana ministra) – czeski czarno-biały film komediowy w reżyserii i według scenariusza Vladimíra Slavínskiego, zrealizowany w 1940 w Protektoracie Czech i Moraw. 

## Obsada
- Adina Mandlová jako Julinka Svobodová
- František Paul jako František Hrubý, właściciel firmy Hrubý
- Zdeňka Baldová jako Marie Hrubá
- Oldřich Nový jako Jan Hrubý
- František Kreuzmann jako prokurent firmy Hrubý
- Jaroslav Marvan jako minister handlu dr Jaroslav Horák
- Světla Svozilová jako Pokorná
- Bedřich Veverka jako Mirek Lukeš, przyjaciel Jana
- Raoul Schránil jako Karel Hájek, przyjaciel Jana
- Václav Vydra jako pierwszy brat Rossi-Rosůlek
- Vladimír Řepa jako drugi brat Rossi-Rosůlek
- Jiří Vondrovič jako Evžen Lesný, księgowy
- Marie Rosůlková jako Helena Koníčková, kuzynka Jana
- Jaroslav Sadílek jako dr Koníček, mąż Heleny
- Bohuš Záhorský jako sekretarz ministra
- Antonín Zacpal jako lokaj w ministerstwie
- Jarmila Holmová jako Drobná
- Václav Mlčkovský jako kasjer
- Václav Švec jako Sláma
- Hermína Vojtová jako gospodyni
- Jindřich Láznička jako dozorca
- Ota Motyčka jako trener
- František Černý jako kelner w winiarni
- Jaroslav Mach jako klient w winiarni
- Filip Balek-Brodský jako klient w winiarni